# Винстон (Орегон)
Винстон (енгл. Winston) град је у америчкој савезној држави Орегон.

## Демографија
По попису из 2010. године број становника је 5.379, што је 766 (16,6%) становника више него 2000. године.
| Група             | 2000.         | 2010.         |
| Белци             | 4.300 (93,2%) | 4.820 (89,6%) |
| Афроамериканци    | 7 (0,2%)      | 14 (0,3%)     |
| Азијати           | 24 (0,5%)     | 51 (0,9%)     |
| Хиспаноамериканци | 131 (2,8%)    | 242 (4,5%)    |
| Укупно            | 4.613         | 5.379         |